# SYMAG Informatique Micromachine 2000 et 3000
SYMAG Informatique Micromachine 2000 et 3000 (Micromachine 2000 et 3000) је био кућни рачунар фирме SYMAG Informatique који је почео да се производи у Француској од 1981. године.
Користио је Z80A као микропроцесор. RAM меморија рачунара је имала капацитет од 256 kb (до 1 Mb). 
Као оперативни систем кориштен је CP/M.

## Детаљни подаци
Детаљнији подаци о рачунару Micromachine 2000 et 3000 су дати у табели испод.
|                       |               |
| 3000                  |               |
| Произвођач            |               |
| Тип                   | кућни рачунар |
| Меморија              | 256 (до 1 Mb) |
| Поријекло             | Француска     |
| Година                | 1981          |
| Тастатура             |               |
| Процесор              |               |
| Фреквенција процесора |               |
| RAM                   | 256 (до 1 Mb) |
| ROM                   |               |
| Текст                 |               |
| Графика               |               |
| Боја                  |               |
| Звук                  | непознато     |
| Димензије             |               |
| Портови               |               |
| Оперативни систем     |               |